# Omertà (film)
Omertà (The People Against O'Hara) è un film statunitense del 1951 diretto da John Sturges.
È un film noir con protagonisti Spencer Tracy, Pat O'Brien e Diana Lynn. Charles Bronson interpreta una piccola parte nel ruolo di Angelo Korvac. È basato sul romanzo del 1950 Omertà (The People Against O'Hara) di Eleazar Lipsky.

## Trama
Per difendere un suo giovane cliente accusato di omicidio, un anziano avvocato in pensione corrompe un testimone, ma poi si fa uccidere dai delinquenti che vogliono nascondere il vero colpevole.

## Produzione
Il film, diretto da John Sturges su una sceneggiatura di John Monks Jr. con il soggetto di Eleazar Lipsky (autore del romanzo), fu prodotto da William H. Wright per la Metro-Goldwyn-Mayer e girato a Manhattan e nei Metro-Goldwyn-Mayer Studios a Culver City in California.

## Distribuzione
Il film fu distribuito negli Stati Uniti dal 1º settembre 1951 al cinema dalla Metro-Goldwyn-Mayer. È stato poi pubblicato in DVD negli Stati Uniti dalla Warner Home Video nel 2011.
Alcune delle uscite internazionali sono state:
- in Svezia il 17 marzo 1952 (Fallet O'Hara)
- in Francia il 4 aprile 1952 (Le peuple accuse O'Hara)
- in Filippine il 19 agosto 1952 (Davao)
- in Danimarca il 3 novembre 1952 (Mordsagen O'Hara)
- in Portogallo il 2 gennaio 1953 (A Um Passo do Fim)
- in Finlandia il 3 luglio 1953 (Poliisiansa)
- in Germania il 1º gennaio 1991 (Der Mordprozeß O'Hara, in prima TV)
- in Belgio (Le peuple accuse O'Hara o Het volk tegen O'Hara)
- in Ungheria (A nép kontra O'Hara)
- in Grecia (Analamvano tin yperaspisi)
- in Spagna (El caso O'Hara)
- in Messico (Una noche tracionera)
- in Italia (Omertà)

## Promozione
La tagline è: "Against sinister forces that prey on youth!".

## Critica
Secondo il Morandini il film è "non è uno dei film più importanti di Tracy ma la sua presenza e la competenza di Sturges tengono il livello di questo dramma giudiziario su un piano decoroso".